# Yazaki
Yazaki Corporation – міжнародна корпорація із широким спектром продукції у всесвітньому автомобілебудівному секторі та секторі захисту довкілля. Вона є світовим лідером із виготовлення схемних джгутів для автомобілів, що має 142 представництва (заводи, інженерні та логістичні центи) у 45 країнах світу. Штаб квартира корпорації знаходиться в Сусоно, Японія. З 2022 року Президентом корпорації є Ріку Язакі (Riku Yazaki). 

## Історія
Початок діяльності Yazaki та виробництва продукції припадає на 1929 рік, коли Садамі Язакі (Sadami Yazaki) почав продаж електропроводки. Він продавав електропроводку для торгової компанії протягом п’яти років перед тим, як заснував разом з братом Йошімі Язакі (Yoshimi Yazaki) компанію Mitsuya Electric Wires у 1929 році для продажу автомобільної електропроводки.
Після смерті Садамі Язакі (Sadami Yazaki) його син, Ясухіко Язакі (Yasuhiko Yazaki), у віці 33 років став другим президентом Yazaki. Він розпочав стратегічні ініціативи, які привели компанію до великих успіхів. Спершу він зробив закордонні операції Yazaki агресивнішими. У результаті закордонні продажі зросли з ¥ 4,546,778,000 у 1974 році до ¥ 116,554,058,000 (японських єн) у 1990 році. 
У 2002 році Шінджі Ядзакі (Shinji Yazaki) прийняв повноваження від свого брата Ясухіко Язакі (Yasuhiko Yazaki) і у віці 55 років став третім президентом Yazaki Corporation і трьох основних компаній групи Yazaki. Після смерті Шінжі Ядзакі 9 червня 2022 року, новим президентом став Ріку Язакі. Політика нового президента не змінилася - він відповідальний за зростання бізнесу Yazaki з акцентом на ЯКП (QCD) (якість, контроль і постачання). Удосконалення основного автомобільного бізнесу Yazaki є ключовою місією для Ріку Язакі.  
Починаючи з моменту заснування, Корпоративною Політикою Yazaki було “Корпорація, що йде в ногу зі світом” та “Корпорація, що потрібна суспільству”. Ці незмінні основи підтримуються всіма чотирма президентами Yazaki, що підтримує всю ділову активність групи Yazaki. Попри багато змін, що зазнало суспільство, Yazaki діє з загальноприйнятою позицією і кодексом поведінки, заснованому на його корпоративній політиці, щоб виконувати свої зобов’язання і задачі, як виробник високоякісної продукції. Чотири президенти Корпорації Yazaki прикладають всі зусилля, щоб створити багатокультурну корпорацію, яка може розвиватися разом з усім світом. І вони створили унікальне корпоративне управління і культуру, заснованих на автономії, рівності і гармонії.

## ТОВ “Ядзакі Україна”
Одним із представництв Yazaki Corporation у світі стала компанія ТОВ “Ядзакі Україна”. Частка прямих інвестицій в компанію за період існування склала близько 45 мільйонів доларів США, які до цих пір залишаються одними із найбільших в Україні. Товариство було зареєстроване в жовтні 2002 року, а вже через рік відбулося його офіційне відкриття у селі Минай, що поблизу Ужгорода. Завдяки наполегливій праці, ТОВ "Ядзакі Україна" зажило високої репутації і є постачальником джгутів для сусідніх країн — Словаччини, Чехії, Німеччини, Польщі, Австрії, Угорщини. 
Підприємство також отримало статус "Lead Plant" (провідний завод). І сьогодні підтримує декілька заводів Yazaki у різних куточках світу. 
Компанія є одним із найбільших роботодавців Закарпаття. Наразі тут працює близько 1 400 працівників, котрих підприємство забезпечує транспортуванням, харчуванням, медичним страхуванням і не тільки. Співробітникам доступний ряд соціальних послуг і пільг, можливість кар'єрного росту та навчання. Адже соціальна політика ТОВ "Ядзакі Україна" — це відображення рівня відповідальності підприємства перед суспільством. 